# Sébastien Dufoor
Sebastien Dufoor (7 juli 1981) is een Belgisch voetballer die sinds 2018 speelt bij KVK Wemmel. Hij is een spits. 

## Clubcarrière
Dufoor werd geboren in Schaarbeek. Hij speelde in de jeugd bij Brusselse clubs zoals FC Ganshoren en RWDM. Dufoor maakte in de jaren 2000 honderden wedstrijden mee op profniveau, dit deed hij bij vele clubs. In zijn carrière speelde hij in 20 jaar voor 13 verschillende clubs. Deze waren, op Jeunesse Esch na, allemaal Belgisch. Dufoor speelde tot lang in zijn jaren 30 verder op lagere niveaus maar speelde ook in de hogere klasses, zo speelde hij in  Eerste klasse met KSV Roeselare en FCV Dender EH. Voor deze periode speelde hij bij Verbroedering Denderhoutem (dat later opging in 1 van zijn toekomstige clubs; FC Dender EH) en Red Star Waasland. Dufoor bracht het grootste gedeelte van zijn carrière door in Tweede klasse. Hier speelde hij voor Verbroedering Denderhoutem, Red Star Waasland, KVK Tienen en White Star Woluwe FC. In 2013 vertrok hij voor een half jaar naar het Luxemburgse Jeunesse Esch, hier werd hij kampioen van Luxemburg, tevens de enige trofee die hij in zijn carrière won. Hierna vertrok hij naar de club uit zijn geboorteplaats, Crossing Schaerbeek. Men kwam echter uit in Eerste provinciale Brabant, waardoor Dufoor voor het eerst in zijn carrière niet in de nationale reeksen uitkwam. Na dit jaar bij Schaerbeek keerde hij terug naar de nationale reeksen, ook keerde hij terug naar 1 van zijn jeugdclubs; FC Ganshoren. Hier speelde hij voor 1 seizoen in Vierde klasse voordat hij naar FC Schepdaal vertrok, waar hij 3 jaar bleef spelen. Een record in zijn carrière. Na deze tijd vertrok na opnieuw naar een club uit de Brusselse Rand, ditmaal was het KVK Wemmel.